# Прогресивен алианс
Прогресивният алианс е международна конфедерация на политически партии и движения, близки до СДПГ и Прогресивния алианс на социалисти и демократи на Европейския съюз. Мнозинството от членовете на ПА са били също членове на Социалистическия интернационал, но отказът от социалистическа идентичност в полза на „прогресивизма“ свидетелства за продължаващото движение на социалдемокрацията към центъра и ориентацията към съюзяване със социаллибералните сили.
Прогресивният алианс е основан на 22 май 2013 г. в Лайпциг на празнуването на 150-годишнината на СДПГ.
Сред членовете на алианса има много партии, не участвали в Социнтерна – Индийски национален конгрес, Фатах, Републиканска народна партия (Турция), Национален съюз за демокрация (Мианма), Партия на националното действие на Малайзия, Национална партия (Пакистан), движение „Надежда“ (Беларус), Партия за демокрация (Чили) и мн.др.